# Agua Nueva, Zacatecas
Agua Nueva är en ort i Mexiko.   Den ligger i kommunen Villa de Cos och delstaten Zacatecas, i den centrala delen av landet, 600 km nordväst om huvudstaden Mexico City. Agua Nueva ligger 1 937 meter över havet och antalet invånare är 194.
Terrängen runt Agua Nueva är lite kuperad. Runt Agua Nueva är det mycket glesbefolkat, med 5 invånare per kvadratkilometer. Agua Nueva är det största samhället i trakten. Omgivningarna runt Agua Nueva är i huvudsak ett öppet busklandskap.